# 317 v.Chr.
Het jaar 317 v.Chr. is een jaartal volgens de christelijke jaartelling.

## Gebeurtenissen

### Italië
- Quintus Aemilius Barbula en Gaius Iunius Bubulcus Brutus zijn consul in het Imperium Romanum.
- Agathocles van Syracuse keert met de Mamertijnen terug naar Syracuse en laat 10.000 inwoners ombrengen.

### Griekenland
- Menander wint de eerste prijs op het festival van Athene met zijn toneelstuk Dyskolos ("De Mopperaar").
- In Macedonië woedt een burgeroorlog, Cassander wordt regent over Philippus III van Macedonië.
- Polyperchon vlucht met Roxane en de 6-jarige koning Alexander IV naar Epirus.
- Cassander benoemt Demetrius van Phalerum tot archont van Athene en vestigt een oligarchie.
- Cassander begint een veldtocht op de Peloponnesos en belegert de stad Megalopolis.
- Slag bij Paraetakena: In een onbeslissende veldslag bindt Antigonus I de strijd aan met Eumenes van Cardië.
- Seleucus I herovert Babylon en heerst over Mesopotamië, het oostelijke rijk van Alexander de Grote.
- Olympias valt met een Grieks expeditieleger Macedonië binnen, zij neemt Eurydice II en Philippus III gevangen.
- Olympias laat Philippus III een bastaardzoon van Philippus II van Macedonië en Eurydice II vermoorden.
- Sparta bouwt ter verdediging een stadsmuur om een Macedonische dreiging tegen te gaan.

### India
- De Thracische generaal Eudemus, laat de Indische heerser van Punjab koning Poros vermoorden.
- Keizer Chandragupta Maurya, de stichter van de Maurya-dynastie verjaagt de Grieken uit India.

### Egypte
- Ptolemaeus I treedt in het huwelijk met Berenice I.

## Overleden
- Eurydice II van Macedonië, koningin van Macedonië
- Philippus III van Macedonië (~359 v.Chr. - ~317 v.Chr.), koning van Macedonië (42)
- Poros, koning van India